# América Futebol Clube (Acre)
L'América Futebol Clube, noto anche semplicemente come América Acreano, è stata una società calcistica brasiliana con sede nella città di Rio Branco, capitale dello stato dell'Acre.

## Storia
L'América Futebol Clube è stata una società calcistica fondata il 9 Agosto 1919. Fu due volte campione statale nel 1948 e nel 1949, periodo in cui il calcio nello stato era amatoriale. Il club è stato anche uno dei fondatori della Federação Acreana de Desportos - FAD, attualmente Federação de Futebol do Acre - FFAC. Finirebbe per estinguersi nel 1960.
Come altri omonimi, è stato creato in onore dell'América do Rio de Janeiro.

## Palmarès

### Competizioni statali
- Campionato Acriano: 2

1948, 1949